# Kenia na letnich igrzyskach olimpijskich
Kenia wystartowała po raz pierwszy na letnich IO w 1956 roku na igrzyskach w Melbourne. Od tamtej pory reprezentacja startowała jeszcze dwunastokrotnie, ostatni raz w Rio de Janeiro w 2016 roku. Reprezentacja Kenii najwięcej złotych medali (6) oraz medali w ogóle (14) w historii swoich występów na igrzyskach zdobyła Pekinie w 2008 roku.

## Klasyfikacja medalowa
| Igrzyska            | Złoto | Srebro | Brąz | Razem |
| ------------------- | ----- | ------ | ---- | ----- |
| 1956 Melbourne      | 0     | 0      | 0    | 0     |
| 1960 Rzym           | 0     | 0      | 0    | 0     |
| 1964 Tokio          | 0     | 0      | 1    | 1     |
| 1968 Meksyk         | 3     | 4      | 2    | 9     |
| 1972 Monachium      | 2     | 3      | 4    | 9     |
| 1984 Los Angeles    | 1     | 0      | 2    | 3     |
| 1988 Seul           | 5     | 2      | 2    | 9     |
| 1992 Barcelona      | 2     | 4      | 2    | 8     |
| 1996 Atlanta        | 1     | 4      | 3    | 8     |
| 2000 Sydney         | 2     | 3      | 2    | 7     |
| 2004 Ateny          | 1     | 4      | 2    | 7     |
| 2008 Pekin          | 6     | 4      | 4    | 14    |
| 2012 Londyn         | 2     | 4      | 6    | 12    |
| 2016 Rio de Janeiro | 6     | 6      | 1    | 13    |
| 2021 Tokio          | 4     | 4      | 2    | 10    |
| Razem               | 35    | 42     | 36   | 113   |

### Według dyscyplin
| Dyscyplina    | Złoto | Srebro | Brąz | Razem |
| ------------- | ----- | ------ | ---- | ----- |
| Lekkoatletyka | 30    | 37     | 26   | 93    |
| Boks          | 1     | 1      | 5    | 7     |
| Razem         | 31    | 38     | 31   | 100   |